# Pycnosiphorus femoralis
Pycnosiphorus femoralis is een keversoort uit de familie vliegende herten (Lucanidae). De wetenschappelijke naam van de soort is voor het eerst geldig gepubliceerd in 1839 door Guérin-Méneville.